# ديلان جروينويغن
ديلان جروينويغن (بالهولندية: Dylan Groenewegen )‏ (و. 1993  م) هو راكب دراجة هوائية هولندي، ولد في أمستردام، شارك في سباق طواف فرنسا 2017، وطواف فرنسا 2018.

## سباقات أو مراحل فاز بها
| التاريخ        | السباق                                                            | المركز                                         |
| -------------- | ----------------------------------------------------------------- | ---------------------------------------------- |
| 03 أكتوبر 2012 | طواف مونستر 2012                                                  |                                                |
| 01 يناير 2013  | 2013 Kernen Omloop Echt-Susteren                                  | الفائز في التصنيف العام                        |
| 28 أغسطس 2013  | 2013 Stadsprijs Geraardsbergen                                    |                                                |
| 09 فبراير 2014 | تروفيو بالما 2014                                                 |                                                |
| 12 أبريل 2014  | روند فان فلانديرن بيلوفتن 2014                                    | الفائز في التصنيف العام                        |
| 26 أبريل 2014  | 2014 ZODC Zuidenveldtour                                          |                                                |
| 21 أغسطس 2015  | أرنهيم فينيندال الكلاسيكي 2015                                    | الفائز في التصنيف العام                        |
| 05 سبتمبر 2015 | دراجات بروكسل الكلاسيكية 2015                                     | الفائز في التصنيف العام                        |
| 01 يناير 2016  | هيستسي بيجل 2016                                                  | الفائز في التصنيف العام                        |
| 28 فبراير 2016 | كرونا بروكسل 2016                                                 | الرابع في التصنيف العام                        |
| 12 مارس 2016   | روند فان درينثي 2016                                              | الثالث في التصنيف العام                        |
| 01 مايو 2016   | طواف يوركشاير 2016                                                | الأول في تصنيف النقاط                          |
| 12 يونيو 2016  | روند أم كولن 2016                                                 | الفائز في التصنيف العام                        |
| 25 يونيو 2016  | سباق الطريق للرجال في بطولة هولندا لسباق الدراجات 2016            | الفائز في التصنيف العام                        |
| 19 أغسطس 2016  | أرنهيم فينيندال الكلاسيكي 2016                                    | الفائز في التصنيف العام                        |
| 11 سبتمبر 2016 | طواف بريطانيا 2016                                                | الأول في تصنيف النقاط                          |
| 02 أكتوبر 2016 | سباق يوروميتروبول 2016                                            | الفائز في التصنيف العام                        |
| 18 يونيو 2017  | ستير زي إل إم تور 2017                                            | الأول في تصنيف النقاط                          |
| 01 يناير 2018  | فينيندال فينيندال كلاسيك 2018                                     | الفائز في التصنيف العام                        |
| 25 فبراير 2018 | كرونا بروكسل 2018                                                 | الفائز في التصنيف العام                        |
| 14 سبتمبر 2018 | كامبيونشاب فان فلانديرن 2018                                      | الفائز في التصنيف العام                        |
| 27 مارس 2019   | ثلاثة أيام من دي بان 2019                                         | الفائز في التصنيف العام                        |
| 23 يونيو 2019  | زي إل إم تور 2019                                                 | الأول في تصنيف النقاط، السابع في التصنيف العام |
| 12 أكتوبر 2019 | دلتا تور زيلاند 2019                                              | الفائز في التصنيف العام                        |
| 09 فبراير 2020 | فولتا فالنسيا 2020                                                | الأول في تصنيف النقاط                          |
| 24 يوليو 2021  | طواف والوني 2021                                                  | الأول في تصنيف النقاط                          |
| 05 فبراير 2022 | طواف السعودية 2022                                                | الأول في تصنيف النقاط                          |
| 21 مايو 2022   | فينيندال فينيندال كلاسيك 2022                                     | الفائز في التصنيف العام                        |
| 16 سبتمبر 2022 | 2022 كامبيونشاب فان فلانديرن                                      |                                                |
| 21 سبتمبر 2022 | 2022 Omloop van het Houtland                                      |                                                |
| 25 سبتمبر 2022 | 2022 Paris-Chauny                                                 |                                                |
| 03 فبراير 2023 | طواف السعودية 2023                                                | الأول في تصنيف النقاط                          |
| 20 مايو 2023   | فينيندال فينيندال كلاسيك 2023                                     | الفائز في التصنيف العام                        |
| 15 سبتمبر 2023 | كامبيونشاب فان فلانديرن 2023                                      |                                                |
| 17 سبتمبر 2023 | جوويكس بيجل 2023                                                  |                                                |
| 20 سبتمبر 2023 | 2023 Omloop van het Houtland                                      |                                                |
| 20 يناير 2024  | غران برميو فالنسيا 2024                                           | الفائز في التصنيف العام                        |
| 20 مايو 2024   | 2024 Ronde van Limburg                                            | الفائز في التصنيف العام                        |
| 23 يونيو 2024  | 2024 The Netherlands National Road Cycling Championships - Men RR | الفائز في التصنيف العام                        |
| 25 سبتمبر 2024 | 2024 Omloop van het Houtland                                      |                                                |

## روابط خارجية
- ديلان جروينويغن على موقع الاتحاد الدولي للدراجات (الإنجليزية)
- ديلان جروينويغن على موقع أرشيف الدراجات (الإنجليزية)
- ديلان جروينويغن على موقع إحصائيات الدراجات الإحترافية (الإنجليزية)
- ديلان جروينويغن على موقع نسبة الدراجات (الإنجليزية)
- ديلان جروينويغن على موقع CycleBase (الإنجليزية)